# Leonard Cohen
Leonard Norman Cohen (Montréal, 1934. szeptember 21. – Los Angeles, 2016. november 7.) kanadai költő, regényíró, énekes és dalszövegíró.
Zenei pályafutása háttérbe szorítja költői és írói érdemeit, pedig a zeneiparbeli sikere után is jelentetett meg verseket. Korai korszakában a zenéje a countryra épült mind dallamait, mind a hangszerelését tekintve, de az 1970-es évektől a pop- és a kabarézene különböző stílusai hatnak rá. Az 1980-as évektől mély, basszus hangfekvésben való ének jellemzi, amelyet szintetizátor és női háttérvokál kísér.
Dalai gyakran érzelmileg súlyos, komplex lírai darabok, amelyek közelebb állnak a költészet szóvarázslataihoz, mint a dalgyártás hagyományaihoz. Szövegeiben sokszor jelenik meg a vallás, az elszigetelődés és a személyes kapcsolatok bonyolultsága.
Zenéje jelentős hatás gyakorolt más énekesekre, dalszövegírókra; műveiből több, mint ezer feldolgozást rögzítettek különböző előadók. Számos dalát énekelték magyarul is: Kern András 1998-ban egy teljes lemezt kiadott Engem vársz címmel (a szövegeket Fábri Péter fordította), 2003-ban pedig A vendégek címmel jelent meg egy feldolgozáslemez több zenész (Zorán, a Kispál és a Borz és sokan mások) részvételével. A talán legismertebb magyar Cohen-feldolgozás, Zorán Volt egy tánc című dala nem fordítás; Dusán saját szöveget írt Cohen zenéjére.
2009. augusztus 31-én végre Magyarországra is ellátogatott. Világ körüli turnéja keretében három órás koncertet adott a zsúfolásig megtelt Papp László Budapest Sportarénában. Bécs, Pozsony és Prága voltak az előző állomások. A magyar főváros után Belgrád, majd további 21 koncert következett november közepéig. Néhány idézetet szemlélve a koncertet méltató írásokból az látható, hogy azok egységesen az év koncertjének, sőt akadt, amely minden idők legjobb budapesti hangversenyeként minősítette.
A hazájában is népszerű, elismert művész – 1991-ben bekerült a kanadai zenész-hírességek dicsőségcsarnokába, és 2003-ban kitüntették a Kanada Renddel (Companions of the Order of Canada), amely a legmagasabb polgári kitüntetés.

## Élete

### Fiatalkora
Cohen egy lengyel-litván eredetű középosztálybeli zsidó családban született 1934-ben a québeci Montréalban és Westmountban nőtt fel. Apja, Nathan Cohen, aki tehetős üzletember, egy montréali ruházati bolt vállalkozás tulajdonosa volt ; meghalt Leonard kilencéves korában. Családja, mint a legtöbb Cohen, Kohn, Katz, Kagan stb. nevű zsidó család, a kohaniták leszármazottjának tartotta magát: "Nagyon messianisztikus gyerekkorom volt", mondta 1967-ben. "Azt mondták, hogy Áron főpap leszármazottja vagyok." Tizenévesen tanult meg gitározni, majd alapított egy country-folk együttest Buckskin Boys néven. Apja végrendelete értelmében rendszeres szerény jövedelemhez jutott, ami lehetővé tette, hogy irodalmi ambícióinak élhessen.

### Az irodalmár
1951-ben beiratkozott a McGill Egyetemre, ahol a McGilli Szónoki Egyesület elnöke lett. Első verseskötete még egyetemi évei alatt, 1956-ban jelent meg Let Us Compare Mythologies címmel. 1961-ben kiadott második kötete, a The Spice-Box of Earth tette ismertté nevét irodalmi körökben, elsősorban Kanadában.
Cohen szigorú munkafegyelem szerint dolgozott korai szenvedélyes korszakában. A hatvanas években verseket és prózát is írt, és meglehetősen visszavonultan élt. Egy görög szigetre, Idrára költözött, itt írta Flowers for Hitler című verseskötetét (1964), valamint a The Favourite Game (1963) és Beautiful Losers (1966) című regényeit, amelyek azóta magyarul is megjelentek (A kedvenc játék; Szépséges lúzerek).
A kedvenc játék egy önéletrajzi tárgyú fejlődésregény, nevelési regény egy fiatalemberről, aki az írásban találja meg önmagát. Ezzel szemben a Szépséges lúzereket ellen-bildungsromannak tekinthetjük, hiszen – korai posztmodern mintára – a szentet a profánnal, a vallást a szexualitással vegyítve vizsgálja a főszereplők önazonosságát gazdag, lírai nyelvezetben. A regényben Cohen québeci gyökerei is megjelennek – bár ez egy zsidó hátterű szerzőtől talán kissé szokatlan – , az egyik mellékszál egy katolikus boldogról, az irokéz indián Kateri Tekakwitháról szól. A Szépséges lúzerek kezdetben megdöbbentette a kanadai kritikusokat szókimondó szexuális tartalma miatt.

### A zenész

#### A 60-as és 70-es évek
1967-ben Cohen az Egyesült Államokba költözött, hogy megkezdje folk-rock énekesi és dalszerzői pályafutását. Fellépett egy pár fesztiválon, ekkor figyelt fel rá a Columbia Records képviselője, John H. Hammond, aki olyan művészek producere volt, mint Billie Holiday, Bob Dylan és Bruce Springsteen.
Suzanne című dalát először Judy Collins vitte sikerre, majd Cohen maga is elénekelte első albumán, a '67-ben megjelent Songs of Leonard Cohen. Az album sötét hangvétele miatt nem kelt el túl nagy példányszámban, de a folkrajongók körében nagy sikert aratott. Az Egyesült Királyságban több mint egy évet töltött a lemezeladási listákon. Ezt több hasonló album követte: Songs from a Room (1969) (rajta egyik legtöbbször feldolgozott dala, a Bird on the Wire), Songs of Love and Hate (1971) és New Skin for the Old Ceremony (1974).
A 60-as években és a 70-es évek elején Cohen bejárta az Egyesült Államokat, Kanadát és Európát. 1973-ban Izraelben turnézott és katonai állomásokon is fellépett a jom kippuri háború során. 1974-től kezdve együtt koncertezett John Lissauer zongoristával, közös munkájukat a kritika is elismerte, de hangfelvétel sosem készült róla. Ekkoriban Cohen koncertjein már gyakran vokálozott Jennifer Warnes, aki állandó közreműködő lett a későbbi albumokon (ő énekli például a női szólamot a Take This Waltzban). Warnes 1987-ben saját neve alatt is kiadott egy Cohen-feldolgozásokat tartalmazó lemezt Famous Blue Raincoat címmel.
1977-ben jelent meg a Death of a Ladies' Man című lemez, melynek producere Phil Spector volt, akit a "wall of sound" technika feltalálójaként ismernek. A lemezen a popzene gazdag hangszereléssel párosul, ami nagyban eltér Cohen addig megszokott minimalista stílusától. A felvételeket sok nehézség kísérte; Spector állítólag titokban keverte az albumot és egyszer fegyverrel fenyegette meg Cohent. Cohen kezdetben groteszknek minősítette közös munkájukat, később azonban már "félig-meddig művészinek" nevezte azt.
1979-ben Cohen a hagyományosabb hangvételű Recent Songsszal tért vissza. A producerek maga Cohen és Henry Lewy voltak, a lemezen megszólal egy jazz fusion együttes és egzotikus hangszerek is (úd, cigányhegedű, mandolin). A lemezbemutató turnén készült felvételek 2001-ben jelentek meg Field Commander Cohen: Tour of 1979 címmel.

#### A 80-as évek
Az 1984-ben megjelent Various Positions című lemez hangzásvilágában nagy szerepet kap a szintetizátor. Az album meglehetősen vallásos témájú, különösen a legismertebb és legtöbbször feldolgozott dala, a Hallelujah. A Columbia Records az Egyesült Államokban nem adta ki a lemezt, ott ugyanis Cohen népszerűsége visszaesett a megelőző években. (Cohen egész pályafutása során több lemezt adott el Európában és Kanadában, mint az Egyesült Államokban; egyszer gúnyosan megjegyezte, milyen nagyra értékeli a mértékletességet, amit az amerikai vállalat mutatott a lemezei népszerűsítésében).
1986-ban Cohen eljátszott egy epizódszerepet a Miami Vice című tévésorozat French Twist című részében. 1988-ban, miután Jennifer Warnes már említett feldolgozáslemeze újra felkeltette a Cohen iránti érdeklődést az Egyesült Államokban, megjelentette az I'm Your Man című albumot, ami gyökeres változást mutatott a korábbi lemezekhez képest: a fő hangszer a szintetizátor, bár nincs annyira túlsúlyban, mint a Death of a Ladies' Manen, a dalszövegek pedig több társadalomelemzést és sötét humort tartalmaznak. Ez volt Cohen legelismertebb és legnépszerűbb munkája a Songs of Leonard Cohen óta, a lemezen hallható First We Take Manhattan és I'm Your Man című dalok pedig a legnépszerűbb dalai közé tartoznak.

#### A 90-es évek
Az I'm Your Man lemez egyik dala, az Everybody Knows (társszerzője Sharon Robinson) 1990-ben az Adj rá kakaót! (Pump Up the Volume) című film betétdala lett, ami a fiatalabb hallgatókhoz is eljuttatta Cohen zenéjét. 1992-ben jelent meg a The Future, ami állhatatosságra, megújulásra, a kilátástalansággal szemben is reményre buzdít, gyakran a bibliai próféciák szóhasználatát követve. Az album három dala (Waiting for the Miracle, The Future, Anthem) hallható az erőszakossága miatt sokat kritizált Született gyilkosok (Natural Born Killers) című filmben.
A címadó dalban Cohen közelgő politikai és társadalmi összeomlást jövendöl, állítólag az 1992-es los angelesi zavargásokra utalva: "I've seen the future, brother: It is murder." A Democracy című dalban Amerikát bírálja, bár azt mondja, szereti az országot: "I love the country but I can't stand the scene", továbbá kritizálja az amerikaiak politika iránti érdektelenségét és televíziótól való függőségét: "I'm neither left or right/I'm just staying home tonight/getting lost in that hopeless little screen."
1994-ben, a The Future bemutató turnéja után Cohen visszavonult a Los Angeles közelében fekvő Mount Baldy Zen Központba, ahol a következő öt évet a világtól elzárkózva töltötte. 1996-ban rinzai zen buddhista szerzetessé szentelték és felvette a Jikan nevet, ami azt jelenti: a csöndes. 1999-ben hagyta el Mount Baldyt.

## Halála
2016. november 7-én, Los Angeles-i otthonában hunyt el leukémia következtében. Halálhírét november 10-én hozták nyilvánosságra, s még aznap megtartották a temetését Montrealban. Kívánság szerint zsidó szertartással temették el, egyszerű fenyőfa koporsóban.

## Művei

### Lemezei
- Songs of Leonard Cohen (1967)
- Songs from a Room (1969)
- Songs of Love and Hate (1971)
- Live Songs (1973)
- New Skin for the Old Ceremony (1974)
- Death of a Ladies' Man (1977)
- Recent Songs (1979)
- Various Positions (1984)
- I'm Your Man (1988)
- The Future (1992)
- Cohen Live (1994)
- Field Commander Cohen: Tour of 1979 (2001)
- Ten New Songs (2001)
- Dear Heather (2004)
- Live in London (2009)
- Live at the Isle of Wight 1970 (2009)
- Old Ideas (2012)
- Popular Problems (2014)
- You Want It Darker (2016)

### Kötetei
- Let Us Compare Mythologies (versek) 1956
- The Spice-Box of Earth (versek) 1961
- The Favourite Game (regény) 1963
- Flowers for Hitler (versek) 1964
- Beautiful Losers (regény) 1966
- Parasites of Heaven (versek) 1966
- Selected Poems 1956–1968 (versek) 1968
- The Energy of Slaves (versek) 1972
- Death of a Lady's Man (versek) 1978
- Book of Mercy (versek) 1984
- Stranger Music (válogatott versek és dalok) 1993
- Songs From On The Road (2010)

#### Magyar kiadásban
- Vlad Arghir: Leonard Cohen. Képek egy koncertről; románból ford. Szonda Szabolcs, szerk. Szávai Ilona, előszó Cseh Tamás; Pont, Bp., 1999 (Conflux) (románul is)
- A kedvenc játék; ford. Szűr-Szabó Katalin; Ulpius-ház, Bp., 2003 (Ulpius klasszikusok)
- Szépséges lúzerek; ford. Kőrös László; Cartaphilus, Bp., 2006
- Ezer csóknak mélyén. Leonard Cohen versei és dalai magyarul; vál., ford. Göbölyös N. László; magánkiadás, Bp, 2014
- Leonard Cohen: Magáról, Cohenről. 41 év, 26 beszélgetés; szerk. Jeff Burger, ford. Müller Péter Sziámi, Müller Máté, Domonkos Péter; Park, Bp., 2016

### A budapesti koncert visszhangja
- A muzsikusnak dalból van a teste. /ORIGO/
- Az év koncertje volt /Népszabadság/
- A hang /Élet és irodalom/
- Amikor az alázat találkozik a tisztelettel /FN.HU/
- Egy kalapnyi tisztelet /KULTURA.hu/
- Leonard Cohennak állva tapsol az aréna /INDEX.HU/
- KIMOZDULO.HU
- Álmodd magad mellém! /Lángoló gitárok/
- Szabad föld Archiválva 2009. szeptember 5-i dátummal a Wayback Machine-ben
- HEOL.HU Archiválva 2009. szeptember 3-i dátummal a Wayback Machine-ben
- HEOL.HU Képek a koncertről

### magyarul
- Leonard Cohen a Startlapon

### angol nyelven
- A „hivatalos” Leonard Cohen oldalak
- The Leonard Cohen Files
- The Leonard Cohen Forum
- The Leonard Cohen Webring